# Hortensia Papadat-Bengescu
Hortensia Papadat-Bengescu (Iveşti, 1876. december 8. – Bukarest, 1955. március 5.) román írónő, a két világháború között időszak jelentős prózaírója, a lélektani regény megteremtője a román irodalomban.

## Élete
Szülei, Dimitrie Bengescu tábornok és Zoe Ştefănescu tanárnő két évvel születése után házasodtak össze; a „törvénytelen” születés mély nyomot hagyott az írónő lelkében, és később visszaköszönt írásaiban. A családban jó zenei és irodalmi nevelést kapott. 1887 és 1894 között egy bukaresti lánynevező intézetben tanult, ahol fogalmazásaival tűnt ki, és könnyedén megtanult franciául és németül.
Mivel szülei nem engedték, hogy egyetemen folytassa tanulmányait, 1896-ban, húsz évesen dacból férjhez ment a nála jóval idősebb Nicolae Papadat bíróhoz. A házasság azonban nem jelentett függetlenséget a fiatalasszony számára, és a zárkózott, szigorú férfival nem alakult ki érzelmi és szellemi közösség. A házaspár 1898 és 1908 között különböző vidéki városokban élt (Turnu Măgurele, Buzău, Focşani, Constanţa, Galați), aszerint, hogy a férjet épp hova helyezték; közben öt gyermekük született.
Barátnője, Constanța Marino-Moscu írónő bátorítására kezdett el írni. Első újságcikke 1912-ben jelent meg álnéven a La Politique című lapban. 1913-ban Les Perles című költeményével részt vett a párizsi Femina című folyóirat által rendezett versenyen, 1914-ben ugyanezen a versenyen díjazták La mer című alkotását. 
1913-ban a Viaţa Românească hasábjain jelentek meg prózaversei, amelyeket utóbb az Ape adânci című kötetében gyűjtött össze. Kibontakozását Garabet Ibrăileanu és George Topîrceanu támogatták, Ibrăileanuval 1914 és 1923 között élénk levelezésben állt. Az első világháború idején Románia hadba lépése után a Vöröskereszt ápolónőjeként dolgozott: a focşani-i vasútállomásra beérkező sebesült katonákat látta el; ezen a téren szerzett tapasztalatait utóbb a Balaurul című regényben örökítette meg.
1918-1920 között az Eugen Lovinescu által szerkesztett Lectura pentru toţi című irodalmi folyóiratban publikált, valamint a jászvásári Însemnări literare-ban és a Sburătorul-ban. Lovinescuval való együttműködése eltávolította a Viaţa Românească-t szerkesztő régi barátaitól, akik a továbbiakban kedvezőtlen kritikákat írtak munkáiról. Első önálló kötete 1919-ben, negyvenhárom éves korában jelent meg, a Romániai Írók Társaságába 1920-ban vették fel.
1921 és 1933 között Konstancán élt, ahol férje a feljebbviteli bíróság tanácsosaként dolgozott. A helyi lapokban publikált, de gyakran utazott Bukarestbe, ahol részt vett a Sburătorul irodalmi körének több ülésén. 1926-ban jelent meg Fecioarele despletite című regénye, a Hallipa regényciklus első darabja. 1927-ben több évre eltűnt az irodalmi körből. 1929 és 1938 között a Revista scriitoarei szerkesztőbizottságának tagja volt.
Férje nyugdíjazása után Bukarestben telepedett le. 1936-ban a Romániai Írók Társasága nagydíjával ismerték el 1935-ben megjelent Logodnicul című regényét; a zsüriben Tudor Arghezi, Perpessicius és Şerban Cioculescu vettek részt. 1941-1943 között a Revista scriitoarelor si scriitorilor romani című folyóirat vezetőségének tagja volt. 
1946-ban Mihai Ralea művészeti miniszter nemzeti prózairodalmi díjjal tüntette ki. Ebben az évben fejezte be Străina című regényét, amelynek kézirata azonban elkallódott, és csak 2009-ben került elő. Spovedanie címmel önéletrajzi regényt is írt, amely kéziratban maradt.
1948 után kiesett az új, kommunista rendszer kegyeiből. 1949-ben elhunyt férje, ekkor egyik lánya családjához költözött. Egészsége meggyengült, és nem volt rendszeres jövedelme. 1954-ben a Munka Érdemrend első osztályával tüntették ki. 1955-ben hosszas betegség után hunyt el, temetésén kevesen vettek részt. Azt egyetlen megemlékezés a sajtóban a Gazeta literară-ban jelent meg, ahol Tudor Vianu szót emelt az írónő műveinek újbóli kiadása mellett. Sírja a bukaresti Bellu temetőben található.

## Munkássága
Prózai műveit a kritikusok általában a „lélektani elemzés” címkével illetik; és az írónőt a modern román lélektani regény megteremtőjének nevezik. Egyes szerzők szerint művein Marcel Proust hatása érződik; az írónő saját bevallása szerint azonban csak a Halipa regényciklus megírása után olvasta a francia író műveit.
George Călinescu Istoria literaturii române de la origini până în prezent [A román irodalom története a kezdetektől napjainkig] című munkájában kétélű véleményt fogalmazott meg az írónőről: „azok számára, akik mélyreható vizsgálat nélkül hagyják magukat befolyásolni egy attitűd által, Hortensia Papadat-Bengescu nagy regényíró, ő a romániai városi regény megteremtője, ő a nem látható lélek mélyreható elemzője. De mások számára… a legtöbb olvasó számára…... Hortensia Papadat-Bengescu olvashatatlan kötetek szerzője.”
Eugen Lovinescu, aki korábbi kritikáiban elítélően írt az írónő nyelvi megoldásairól, különösen az általa használt neologizmusokról, a kortárs román irodalomról szóló összefoglaló munkájának a női írókról szóló részben azt emelte ki, hogy  a Hortensia Papadat-Bengescu irodalomnak ezen inkább „sóhajtó, mint állító” módjához „az elemzés ritka, a széttépésig jutó erejét" teszi hozzá, amely „nagy újdonságot és eredetiséget” nyújt számára. Lovinescu azt is értékelte, hogy az írónő a kezdeti műveinek líraiságától a „jeges realizmus” irányába fejlődött.

## Művei

### Novellák
- Ape adânci. Bucureşti: Alcalay. 1919
- Sfinxul. Bucureşti: Alcalay. 1920
- Femeia în faţa oglinzii. Bucureşti: Aurora–Alcalay. 1921
- Romanţă provincială. Bucureşti: Cultura naţională. 1925
- Desenuri tragice. Bucureşti: Casa Şcoalelor. 1927

### Színpadi művek
- Bătrânul.  Bucureşti: Alcalay. 1920

### Regények
- Balaurul. Bucureşti: Ancora. 1923
- Romanul Adrianei. Bucureşti: Alcalay et Calafeteanu. 1924
- Fecioarele despletite.[14] Bucureşti: Ancora. 1926
- Concert de muzică de Bach.[14] Bucureşti: Ancora. 1927
- Drumul ascuns.[14] Bucureşti: Naţională S. Ciornei. 1932
- Logodnicul. Bucureşti: Adevărul. 1935
- Rădăcini.[14] Bucureşti: Naţională S. Ciornei. 1938
- Străina.[14] Bucureşti: Polirom. 2009
- Fetiţa. kéziratban

## Magyarul
- Kamarazene; Rejtett út: két regény. Ford., előszó: Lendvay Éva. Bukarest: Irodalmi. 1964.
- Ledér szűzek. Ford. Csiki László. Bukarest: Kriterion. 1978.
- Albérlet. Ford. Csiki László. In  Huszadik századi román novellák: román dekameron. Vál. és szerk. Vallasek Júlia. Budapest: Noran. 2009.

## Utóélete és emlékezete
1947 után, a kommunista rendszer első szakaszában, Hortensia Papadat-Bengescu művészetét (másokéval együtt) polgárinak és dekadensnek minősítették. 1957-ben bekerült a 10. osztályos tankönyvekbe, és két regényét újból kiadták. Az 1970-es évek közepén visszakerült az irodalmi kánonba, és a kritikusok általában a modern román regény egyik megteremtőjének tartották; nevét azonban mindig másodikként említették Camil Petrescu mellett. Az 1989-es rendszerváltás után a tananyagban nem a kötelező, hanem az ajánlott olvasmányok között szerepelt; 2019-ben az érettségi tételek közül is hiányzott.
1974-ben Concert din muzică de Bach című regényéből televíziós film készült Dinu Tănase rendezésében, és ugyanezt a regényt 1981-ben rádiójátékká is átdolgozták.
1972 és 1988 között megjelent összes műveinek kritikai kiadása; 2013-ban újabb kritikai kiadás készült, benne az elveszett és megtalált Străina című regénnyel.
2001-ben bélyeget adtak ki tiszteletére. 2009--ben szülőházában emlékmúzeumot alakítottak ki. 2011 óta nevét viseli az ivesti-i szakközépiskola.